# ماناکامباهینی است
ماناکامباهینی است (به لاتین: Manakambahiny Est) یک منطقهٔ مسکونی در ماداگاسکار است که در آمباتوندرازاکا واقع شده‌است. ماناکامباهینی است ۸٬۰۰۰ نفر جمعیت دارد و ۱٬۱۰۶ متر بالاتر از سطح دریا واقع شده‌است.